# على حافة السلام (فلم)
على حافة السلام (بالإنجليزية: On the Edge of Peace) هو فيلم وثائقي تم إنتاجه في إسرائيل وصدر في سنة 1994.

## روابط خارجية
- مقالات تستعمل روابط فنية بلا صلة مع ويكي بيانات